# Sfânta Ana
Sfânta Ana este în tradiția creștină mama Fecioarei Maria și bunica lui Iisus din Nazaret.

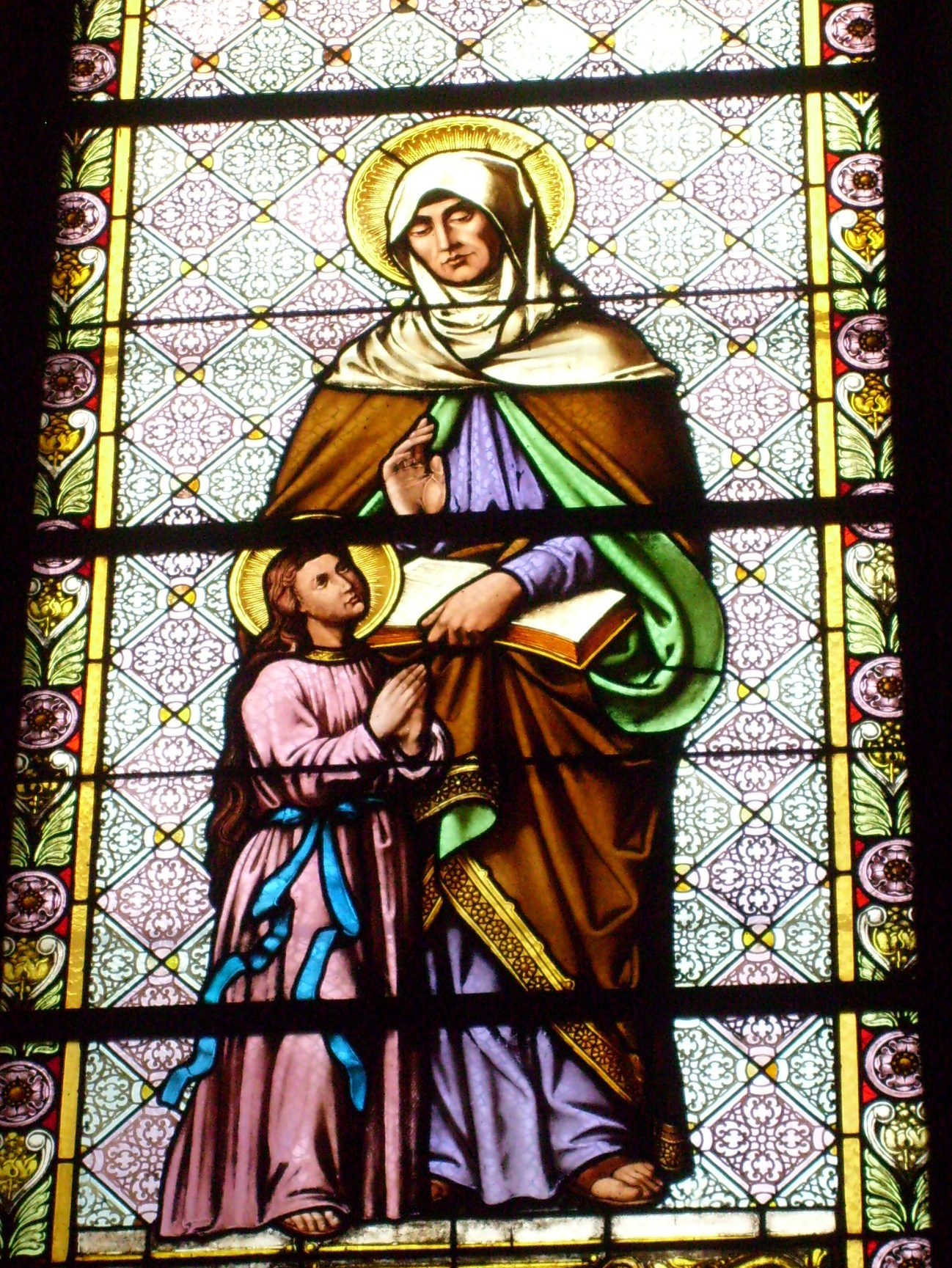
Sf. Ana și Fecioara Maria, vitraliu în Catedrala Schimbarea la Față din Cluj

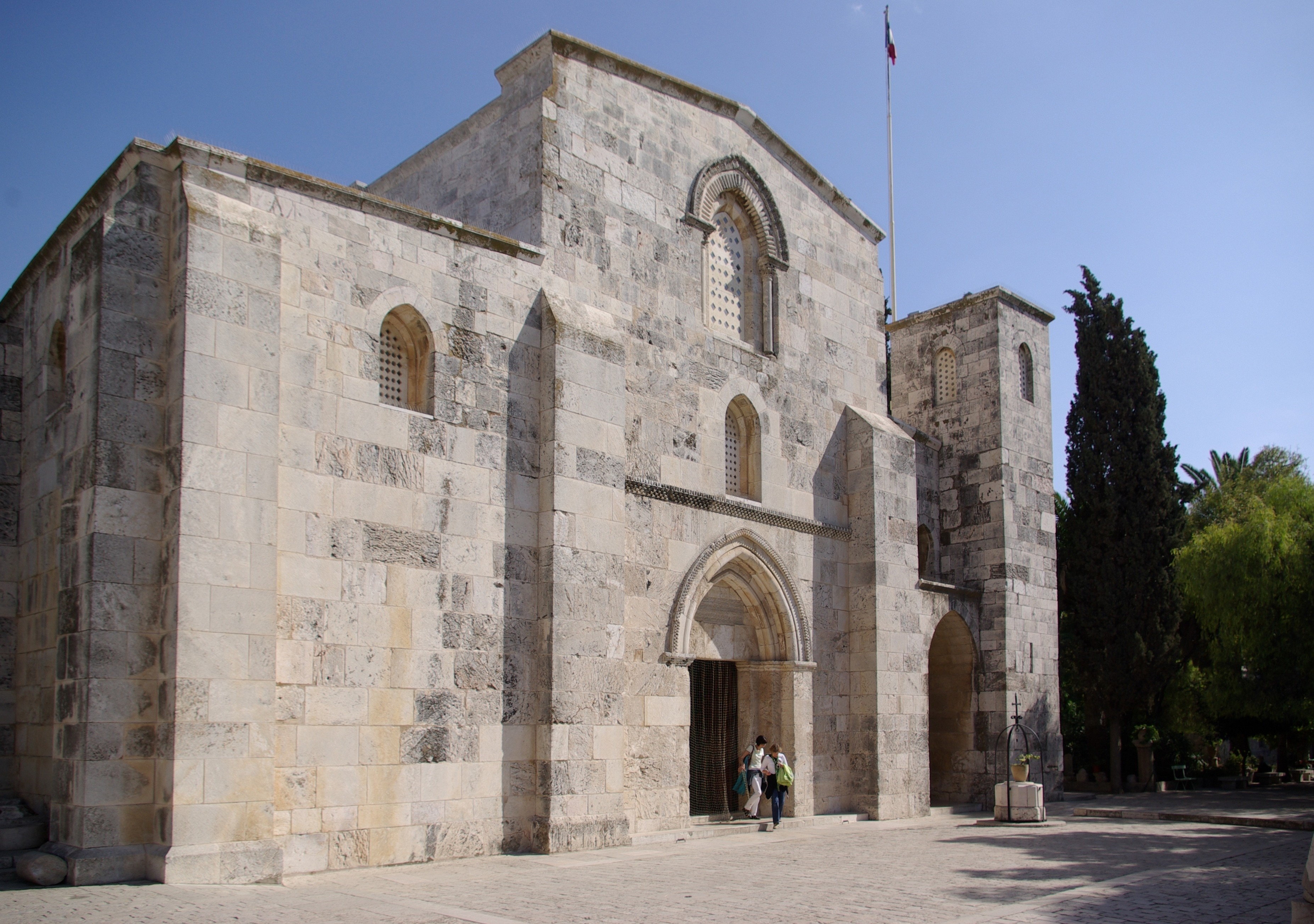
Biserica Sf. Ana din Ierusalim

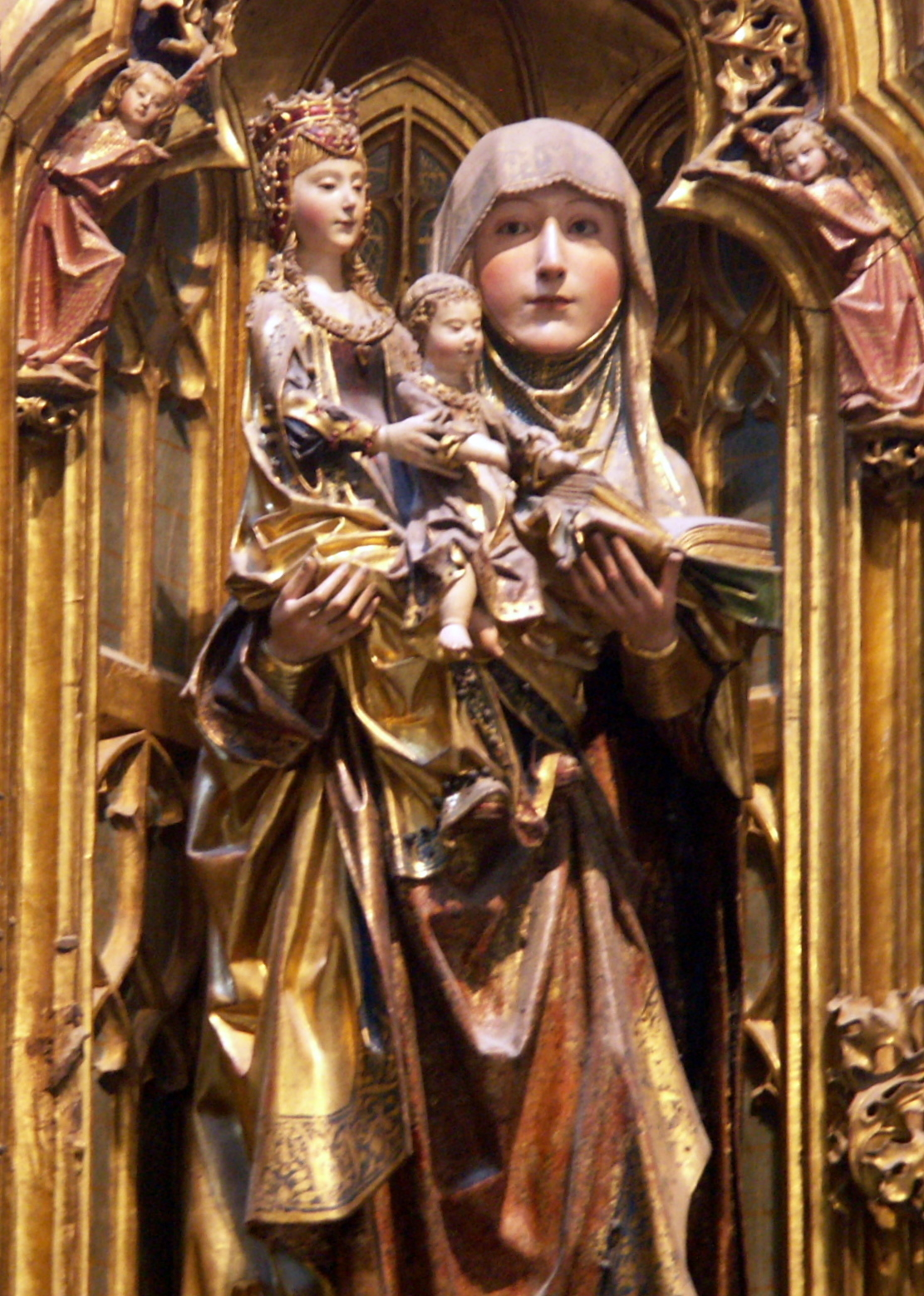
Sculptura "Ana întreită"
(Catedrala din Burgos, Spania)

## Cult
În Noul Testament nu e amintit decât tatăl Mariei numit pur și simplu "Eli" (Eliachim?) După o tradiție atestată încă din secolul al II-lea în Protoevanghelia după Iacob, părinții acesteia au fost Ioachim și Ana. Cultul Sf. Ana exista în Răsărit în secolul al VI-lea și s-a răspândit în Occident în secolul al X-lea. Cultul Sf. Ioachim este de dată mai recentă (secolul al XVI-lea).
Biserica Sf. Ana din Ierusalim se găsește în apropierea Porții Leilor și a Lacului Bethesda, pentru că se presupune ca Ana și Ioachim ar fi locuit aici. Biserica a fost construită în anul 1142, din inițiativa văduvei Avda a lui Balduin I (rege al Ierusalimului între anii 1100-1118).

## Locuri denumite după Sfânta Ana
- Lacul Sfânta Ana, Județul Harghita
- Muntele Sfânta Ana, Silezia
- Sântana, oraș în județul Arad
- Sântana de Mureș, comună în județul Mureș, reședința comunei cu același nume

## Sărbători
- în calendarul romano-catolic: 25 iulie
- în calendarul ortodox: 9 septembrie
- în calendarul greco-catolic: 9 septembrie